# Irrumación

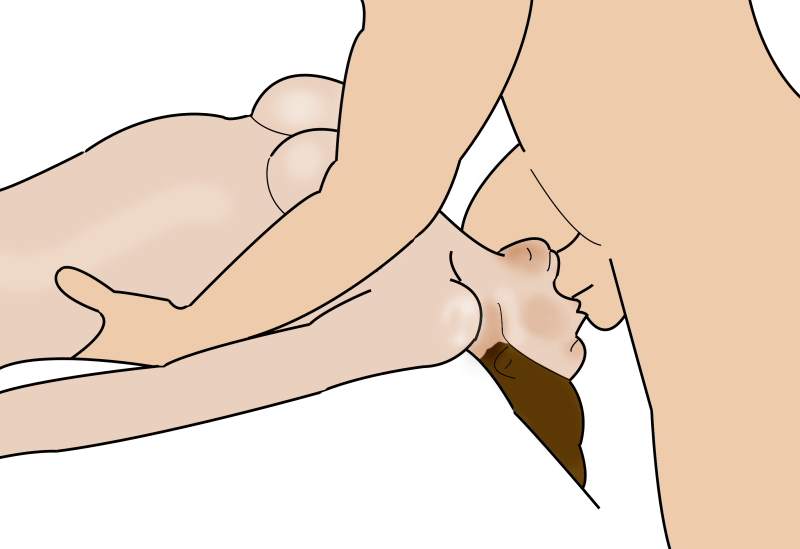
Ilustración de una irrumación.

La irrumación es un tipo de sexo oral en el que el hombre empuja su pene en la boca de alguien, en contraste con la felación, donde el pene es oralmente excitado de forma activa por quien realiza la felación. La diferencia mayormente radica en quién de la pareja asume la parte activa. Por extensión, «irrumación» también puede referirse a la técnica de empujar el pene entre los muslos de la otra persona (sexo intercrural).
«La terminología erótica del latín distingue dos actos. Primero, la “felación”, donde el pene del hombre es excitado oralmente por quien realiza la felación. Segundo, la “irrumación”, donde el hombre mueve sus caderas al ritmo que desee».
En el vocabulario sexual de la Antigua Roma, la irrumatio es considerada una forma de violación oral (os impurum), en la que el hombre fuerza el pene en la boca de alguien, generalmente una mujer.

## Etimología e historia
El vocablo «irrumación» no aparece en el Diccionario de la lengua española. La palabra, viene del latín irrumare, que significa «forzar el sexo oral».
Aún hay algunas contradicciones entre los lingüistas que no han sido resueltas, «irrŭmātio» puede tener relación con la palabra latina «rūmen, rūminis». Otros la relacionan con «rūma» o «rūmis», una palabra en desuso para «pezón», por lo que significaría algo así como «dar leche» o «dar de mamar».
En las lenguas modernas, incluyendo no solo el castellano sino el inglés y otras, el término «felación» se ha extendido para abarcar el de irrumatio, y este último ha caído en casi total desuso.
Otro sinónimo de «irrumación» es «violación egipcia» o simplemente «egipcio»; esto es así porque en la época de las Cruzadas, los mamelucos supuestamente solían obligar a sus presos cristianos a realizar esta acción.